# Toque

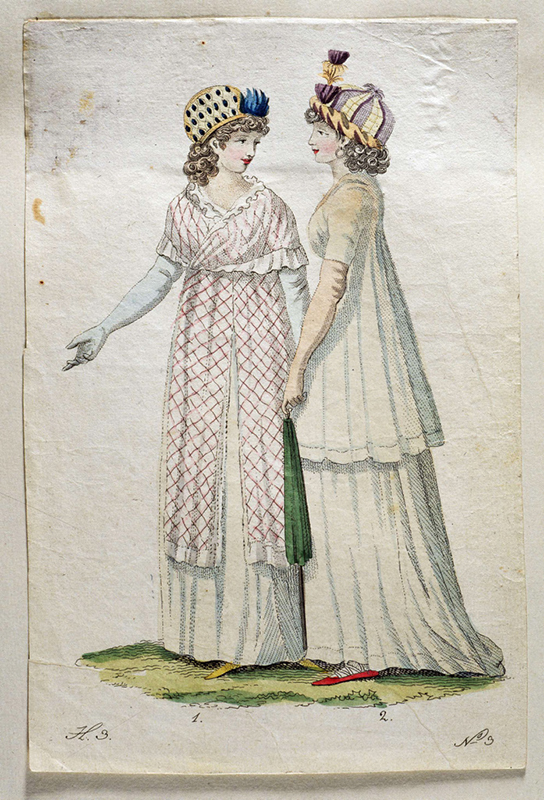
Handkolorerad modeplasch från mars 1800. Damerna bär toquer.

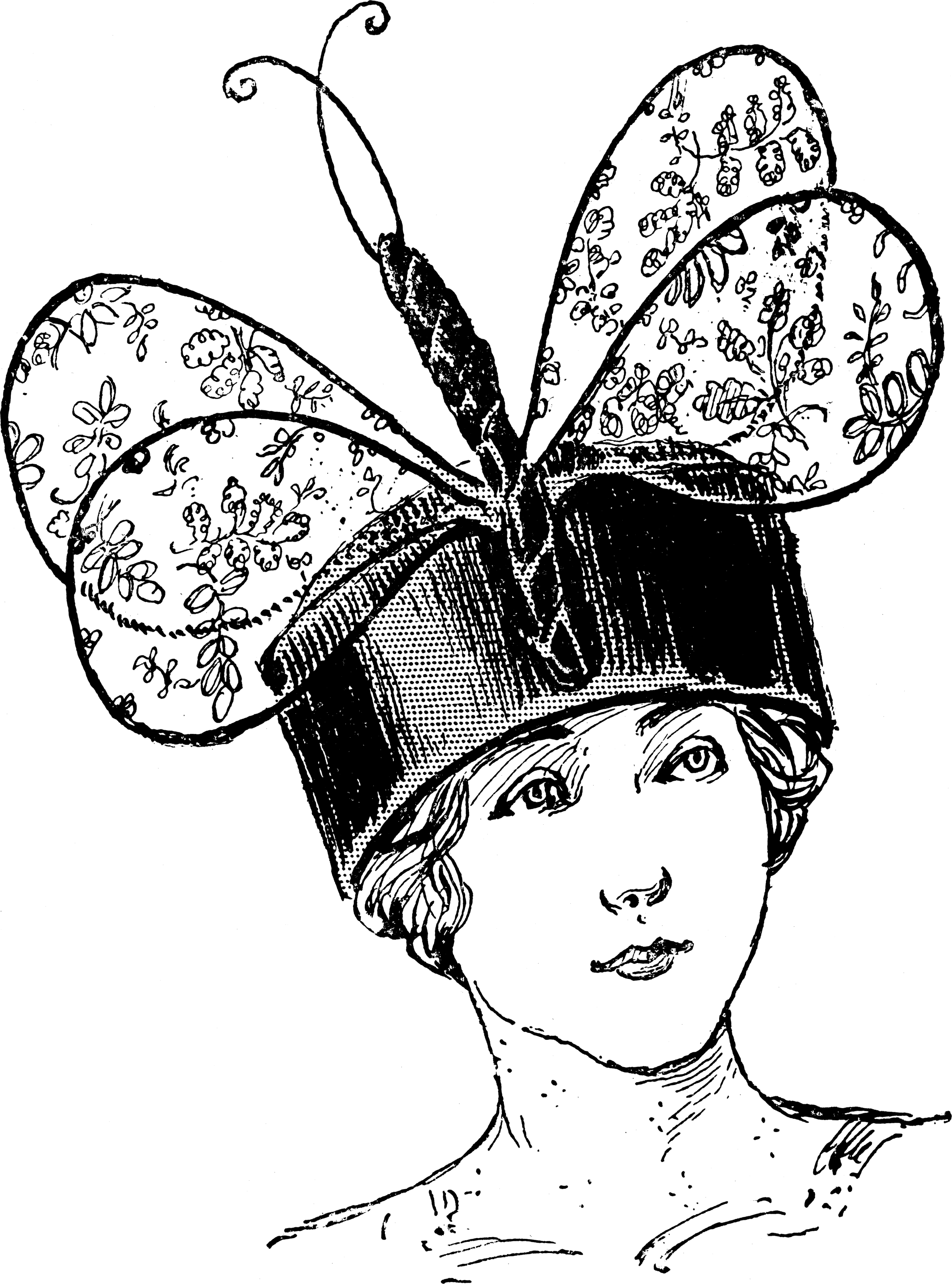
Toque från 1913

Toque (franska: mössa utan skärm, barett) är en liten damhatt med rynkad kulle. Den saknar brätte. De höga kockmössorna kallas också för toques.

## References